# Басуальдо, Фабиан Армандо
Фабиан Армандо Басуальдо (исп. Fabián Armando Basualdo; 26 февраля 1964, Росарио) — аргентинский футболист, защитник. Более всего известен своими выступлениями за клуб «Ньюэллс Олд Бойз», за который провел 300 матчей (5-й результат в истории). За сборную Аргентины Басуальдо провел 29 матчей, дважды став чемпионом Кубка Америки.

## Карьера
Фабиан начинал свою карьеру в «Ньюэллс Олд Бойз» в 1982 году, и, до сих пор, проведя 300 матчей остается на 5-м месте в списке рекордсменов по числу игр за клуб. Кроме того, он помог команде выиграть титул чемпионов Аргентины в сезоне 1987/88.
После успешного сезона 1987/88, он был подписан аргентинским грандом «Ривер Плейт», где он выиграл ещё 3 чемпионских титула.
В 1991 году Басуальдо входил в состав триумфальной команды Аргентины, выигравшей Кубок Америки.
В 1993 году вернулся Фабиан вернулся в «Ньюэллс», где он играл до 1996 года. Затем он поиграл за «Годой-Крус», «Альмиранте Браун» и «Платенсе», прежде чем завершить карьеру в 2000 году.

## Достижения
- Чемпион Аргентины: 1988, 1990, 1991 (Апертура), 1993 (Апертура)
- Обладатель Кубка Америки: 1991, 1993